# ハヤブサ大陸
ハヤブサ大陸 (Hayabusa Terra) は、冥王星の地形に付けられた名称。

## 概要
2017年9月7日、国際天文学連合の惑星系命名ワーキンググループ (WGPSN：The Working Group for Planetary System Nomenclature) によって、史上初めて小惑星のサンプルを持ち帰った日本の小惑星探査機及びそのミッションの名称である「はやぶさ」を記念して、他の13の地形とともに命名された。
2015年7月にNASAの探査機ニューホライズンズによる冥王星フライバイに前後して、NASA、SETI協会と国際天文学連合によって共催された冥王星に関する命名キャンペーン「Our Pluto」で冥王星やその衛星の地名の案が募集された。2017年2月23日、国際天文学連合によって、冥王星とその衛星の地名のテーマが定められ、冥王星に関しては以下の6つのテーマが選ばれた 。
- 神話や民話、文学に登場する、冥界の神、女神や生物
- 神話や民話、文学に登場する、冥界の呼び名や冥界の中の地名
- 冥界の英雄や探検家
- 冥王星やエッジワース・カイパーベルトに関係する科学者、技術者
- 先駆的な宇宙のミッションや宇宙機
- 地球や海、空の探検で、新たな地平を切り開いた歴史的な先駆者

小惑星探査機はやぶさは、アメリカのボイジャーや旧ソ連のスプートニクとともに、先駆的な宇宙機として選ばれている。